# Stephen Hendry/Erfolge

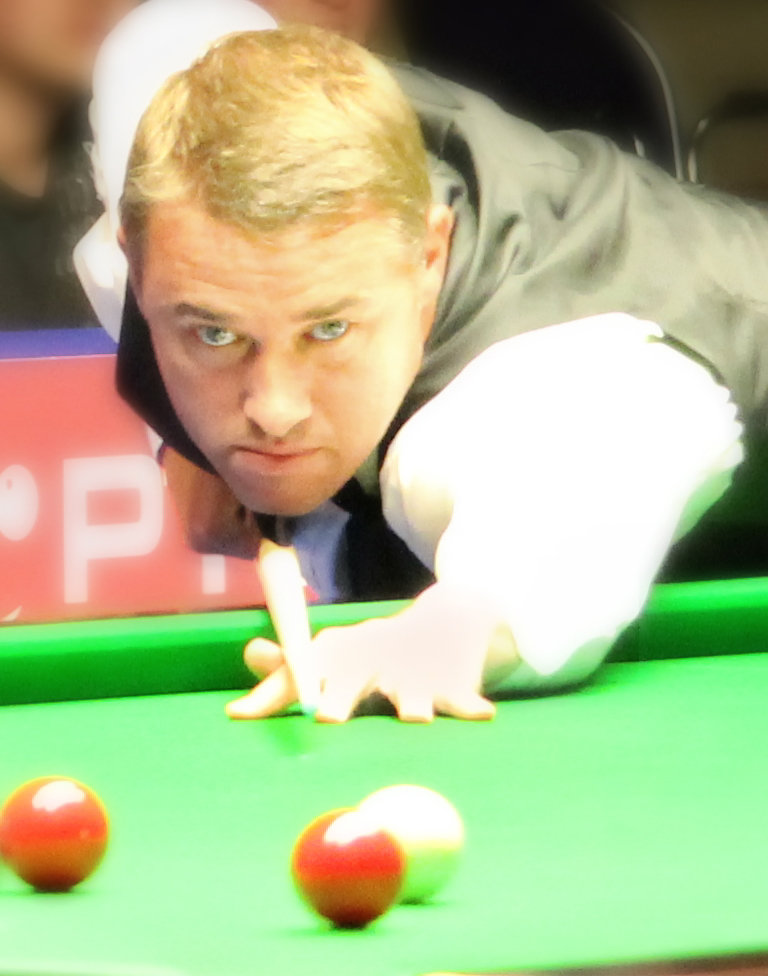
Stephen Hendry während des Paul Hunter Classics 2011

Diese Liste führt die Erfolge des Snookerspielers Stephen Hendry auf. Der Schotte Hendry erreichte während seiner zwischen 1985 und 2012 und ab 2020 andauernden Karriere zahlreiche Endspiele, von denen er viele gewinnen konnte. Mit fünf Titeln bei der UK Championship, sechs Titeln beim Masters sowie sieben Weltmeistertiteln sowie zahlreichen weiteren, mittlerweile teils eingestellten und überbotenen Rekorden gilt er als einer der erfolgreichsten Snookerspieler aller Zeiten.
Schon als Kind begann der aus der Nähe von Edinburgh stammende Hendry mit dem Snookerspiel, zuerst auf einem zu Weihnachten geschenkt bekommenem Tisch und später in verschiedenen Snookerclubs. 1983 gewann er mit vierzehn Jahren die britische U16-Meisterschaft, woran sich 1984 und 1985 zwei Titel bei der schottischen Snooker-Meisterschaft anschlossen. Schließlich wurde er zur Saison 1985/86 Profispieler.
Schnell stieg Hendry in die Weltspitze auf und belegte schon in seiner vierten Saison den vierten Rang der Weltrangliste. Zudem gelangen Hendry ab 1986 zahlreiche Titel, wobei er mit dem Masters 1989 erstmals eines der wichtigsten Turniere der Tour gewinnen können. In der Saison 1989/90 konnte er schließlich mit der UK Championship, dem Masters und der Snookerweltmeisterschaft das Finale aller drei Triple-Crown-Turniere erreichen und löste damit Steve Davis sowohl als Führenden der Weltrangliste als auch als dominierenden Spieler ab. Hendry konnte schließlich sich bis 1998 an der Spitze der Weltrangliste halten und stürzte danach zeitweise aus den ersten drei Rängen der Weltrangliste hinaus, bis er in der Saison 2006/07 letztmals auf den ersten Rang der Weltrangliste zurückkehrte. Im Folgenden verabschiedete er sich nach und nach aus der Weltspitze, bis er im Rahmen der Snookerweltmeisterschaft 2012 das Ende seiner Profikarriere bekannt gab.
Hendry gilt – vor allem neben Steve Davis und Ronnie O’Sullivan, welcher mehrere der von Hendry aufgestellten Rekorde mittlerweile überboten hat – als einer der bedeutendsten Snookerspieler aller Zeiten. Mit sieben Titeln bei der Snookerweltmeisterschaft ist er gemeinsam mit O’Sullivan der erfolgreichste Spieler der sogenannten „Crucible-Ära“ sowie mit sechs Masters- und fünf UK-Championship-Titeln und somit insgesamt achtzehn Triple-Crown-Titeln war er über Jahre hinweg auch in dieser Hinsicht der führende Spieler. Ebenso spielte er insgesamt elf Maximum Breaks sowie circa 777 Century Breaks. Demzufolge wurde Hendry bereits 1994 zum Member of the Order of the British Empire ernannt und bei der Einführung der Snooker Hall of Fame 2011 in diese als einer der ersten Spieler aufgenommen.

## Ranglistenpositionen und Erfolge bei der Triple Crown
Diese Liste zeigt die Ranglistenpositionen von Stephen Hendry während seiner Karriere und das Abschneiden in den Triple-Crown-Turnieren, wobei die jeweiligen Ausgaben der Turniere sowie die jeweiligen Weltranglisten verlinkt sind.
| Turnier                          | 1985/ 86 | 1986/ 87 | 1987/ 88 | 1988/ 89 | 1989/ 90 | 1990/ 91 | 1991/ 92 | 1992/ 93 | 1993/ 94 | 1994/ 95 | 1995/ 96 | 1996/ 97 | 1997/ 98 | 1998/ 99 | 1999/ 2000 | 2000/ 01 | 2001/ 02 | 2002/ 03 | 2003/ 04 | 2004/ 05 | 2005/ 06 | 2006/ 07 | 2007/ 08 | 2008/ 09 | 2009/ 10 | 2010/ 11 | 2011/ 12 | 2012/ 13 | 2013/ 14 | 2014/ 15 | 2015/ 16 | 2016/ 17 | 2017/ 18 | 2018/ 19 | 2019/ 20 | 2020/ 21 | 2021/ 22 | 2022/ 23 | Gesamt TS / TN |
| -------------------------------- | -------- | -------- | -------- | -------- | -------- | -------- | -------- | -------- | -------- | -------- | -------- | -------- | -------- | -------- | ---------- | -------- | -------- | -------- | -------- | -------- | -------- | -------- | -------- | -------- | -------- | -------- | -------- | -------- | -------- | -------- | -------- | -------- | -------- | -------- | -------- | -------- | -------- | -------- | -------------- |
| \| Weltrangliste WRL \| AP EP \| | –        | 51       | 23       | 4        | 3        | 1        | 1        | 1        | 1        | 1        | 1        | 1        | 1        | 2        | 2          | 3        | 5        | 6        | 2        | 3        | 2        | 1        | 8        | 6        | 10       | 11 16    | 16 21    | 21 58    | 58 127   | –        | –        | –        | –        | –        | –        | 128 124  | 88 111   | –        | Gesamt TS / TN |
| Triple-Crown-Turniere            |          |          |          |          |          |          |          |          |          |          |          |          |          |          |            |          |          |          |          |          |          |          |          |          |          |          |          |          |          |          |          |          |          |          |          |          |          |          |                |
| UK Championship                  | QR       | R1       | R1       | F        | S        | S        | HF       | VF       | F        | S        | S        | S        | F        | R1       | HF         | HF       | VF       | VF       | F        | R1       | HF       | F        | R1       | R1       | AF       | AF       | R1       | –        | –        | –        | –        | –        | –        | –        | –        | –        | R1       |          | 5 / 28         |
| Masters                          | –        | –        | –        | S        | S        | S        | S        | S        | F        | VF       | S        | VF       | F        | AF       | VF         | HF       | VF       | F        | AF       | VF       | AF       | HF       | AF       | AF       | AF       | AF       | –        | –        | –        | –        | –        | –        | –        | –        | –        | –        | –        |          | 6 / 23         |
| Weltmeisterschaft                | R1       | VF       | AF       | HF       | S        | VF       | S        | S        | S        | S        | S        | F        | R1       | S        | R1         | VF       | F        | VF       | HF       | VF       | R1       | AF       | HF       | VF       | AF       | AF       | VF       | –        | –        | –        | –        | –        | –        | –        | –        | QR       | –        |          | 7 / 28         |
| Weltrangliste WRL                | AP EP    |          |          |          |          |          |          |          |          |          |          |          |          |          |            |          |          |          |          |          |          |          |          |          |          |          |          |          |          |          |          |          |          |          |          |          |          |          |                |

| Legende | Legende                               |
| ------- | ------------------------------------- |
| S       | Sieger                                |
| F       | Finalist                              |
| HF      | Halbfinalist                          |
| VF      | Viertelfinalist                       |
| AF      | Achtelfinalist                        |
| LX      | Niederlage in der Runde der letzten X |
| RX      | Niederlage in Runde X                 |
| WR      | Niederlage in der Wildcardrunde       |
| QR      | Niederlage in der Qualifikation       |
| NQ      | Nicht qualifiziert                    |
| –       | nicht teilgenommen                    |
| –       | keine Weltranglistenplatzierung       |
| n. a.   | nicht ausgetragen                     |
| k. R.   | keine Rangliste                       |
| TS / TN | Turniersiege / Teilnahmen             |
| AP      | Ranglistenposition am Saisonbeginn    |
| EP      | Ranglistenposition am Saisonende      |

## Übersicht der Finalteilnahmen
Der Schotte Hendry erreichte während seiner gesamten Karriere zahlreiche Endspiele, wobei er deutlich mehr als die Hälfte dieser Spiele gewinnen konnte. Insgesamt 28 Endspiele entfallen auf die drei Turniere der Triple Crown, wobei er auch hier mit 18 Spielen deutlich mehr als die Hälfte der Spiele hat für sich entscheiden können.

### Ranglistenturniere
Während seiner Karriere erreichte Hendry 57 Mal das Endspiel eines Ranglistenturnieres. Neben 21 Niederlagen konnte er insgesamt 36 Mal das Endspiel für sich entscheiden, damit liegt er hinter Ronnie O’Sullivan auf Rang zwei der Spieler mit den meisten gewonnenen Ranglistenturnieren.
Farbbedeutungen: Turnier der Triple Crown
| Ergebnis | Jahr | Turnier                  | Gegner im Finale  | Endstand |
| -------- | ---- | ------------------------ | ----------------- | -------- |
| Sieger   | 1987 | Grand Prix               | Dennis Taylor     | 10:7     |
| Sieger   | 1988 | British Open             | Mike Hallett      | 13:2     |
| Finalist | 1988 | UK Championship          | Doug Mountjoy     | 12:16    |
| Sieger   | 1989 | Asian Open               | James Wattana     | 9:6      |
| Finalist | 1989 | International Open       | Steve Davis       | 4:9      |
| Sieger   | 1989 | Dubai Classic            | Doug Mountjoy     | 2:9      |
| Sieger   | 1989 | UK Championship          | Doug Mountjoy     | 16:12    |
| Finalist | 1990 | European Open            | John Parrott      | 6:10     |
| Sieger   | 1990 | Snookerweltmeisterschaft | Jimmy White       | 18:12    |
| Sieger   | 1990 | Grand Prix               | Nigel Bond        | 10:5     |
| Sieger   | 1990 | Asian Open               | Dennis Taylor     | 9:3      |
| Sieger   | 1990 | Dubai Classic            | Steve Davis       | 9:1      |
| Sieger   | 1990 | UK Championship          | Steve Davis       | 16:15    |
| Finalist | 1991 | Classic                  | Jimmy White       | 4:10     |
| Sieger   | 1991 | British Open             | Gary Wilkinson    | 10:9     |
| Sieger   | 1991 | Grand Prix               | Steve Davis       | 10:6     |
| Finalist | 1992 | Classic                  | Steve Davis       | 8:9      |
| Sieger   | 1992 | Welsh Open               | Darren Morgan     | 9:3      |
| Sieger   | 1992 | Snookerweltmeisterschaft | Jimmy White       | 18:14    |
| Finalist | 1992 | Dubai Classic            | John Parrott      | 8:9      |
| Finalist | 1993 | European Open            | Steve Davis       | 4:10     |
| Sieger   | 1993 | International Open       | Steve Davis       | 10:6     |
| Sieger   | 1993 | Snookerweltmeisterschaft | Jimmy White       | 18:5     |
| Sieger   | 1993 | Dubai Classic            | Steve Davis       | 9:3      |
| Finalist | 1993 | UK Championship          | Ronnie O’Sullivan | 6:10     |
| Sieger   | 1993 | European Open            | Ronnie O’Sullivan | 9:5      |
| Sieger   | 1994 | Snookerweltmeisterschaft | Jimmy White       | 18:17    |
| Sieger   | 1994 | UK Championship          | Ken Doherty       | 10:5     |
| Sieger   | 1994 | European Open            | John Parrott      | 9:3      |
| Sieger   | 1995 | Snookerweltmeisterschaft | Nigel Bond        | 18:9     |
| Sieger   | 1995 | Grand Prix               | John Higgins      | 9:5      |
| Sieger   | 1995 | UK Championship          | Peter Ebdon       | 10:3     |
| Sieger   | 1996 | Snookerweltmeisterschaft | Peter Ebdon       | 18:12    |
| Sieger   | 1996 | UK Championship          | John Higgins      | 10:9     |
| Sieger   | 1997 | Welsh Open               | Mark King         | 9:2      |
| Sieger   | 1997 | International Open       | Tony Drago        | 9:1      |
| Finalist | 1997 | British Open             | Mark Williams     | 2:9      |
| Finalist | 1997 | Snookerweltmeisterschaft | Ken Doherty       | 12:18    |
| Finalist | 1997 | UK Championship          | Ronnie O’Sullivan | 6:10     |
| Sieger   | 1998 | Thailand Masters         | John Parrott      | 9:6      |
| Finalist | 1998 | British Open             | John Higgins      | 8:9      |
| Finalist | 1999 | Welsh Open               | Mark Williams     | 8:9      |
| Sieger   | 1999 | Scottish Open            | Graeme Dott       | 9:1      |
| Sieger   | 1999 | Snookerweltmeisterschaft | Mark Williams     | 18:11    |
| Sieger   | 1999 | British Open             | Peter Ebdon       | 9:5      |
| Finalist | 2000 | Thailand Masters         | Mark Williams     | 5:9      |
| Finalist | 2001 | Thailand Masters         | Ken Doherty       | 3:9      |
| Sieger   | 2001 | European Open            | Joe Perry         | 9:2      |
| Finalist | 2002 | Snookerweltmeisterschaft | Peter Ebdon       | 17:18    |
| Sieger   | 2003 | Welsh Open               | Mark Williams     | 9:5      |
| Finalist | 2003 | European Open            | Ronnie O’Sullivan | 6:9      |
| Sieger   | 2003 | British Open             | Ronnie O’Sullivan | 9:6      |
| Finalist | 2003 | UK Championship          | Matthew Stevens   | 8:10     |
| Finalist | 2005 | Welsh Open               | Ronnie O’Sullivan | 8:9      |
| Sieger   | 2005 | Malta Cup                | Graeme Dott       | 9:7      |
| Finalist | 2005 | China Open               | Ding Junhui       | 5:9      |
| Finalist | 2006 | UK Championship          | Peter Ebdon       | 6:10     |

### Einladungsturniere
Bei Einladungsturnieren stand Hendry insgesamt 39 Mal im Endspiel, wovon er mit 23 Spielen etwas mehr als die Hälfte für sich entscheiden konnte. Unter den Finalteilnahmen sind auch neun Spiele im Endspiel des Triple-Crown-Turnieres Masters, von denen er sechs gewinnen konnte.

Farbbedeutungen: Turnier der Triple Crown
| Ergebnis | Jahr | Turnier                  | Gegner im Finale  | Endstand     |
| -------- | ---- | ------------------------ | ----------------- | ------------ |
| Sieger   | 1987 | Australian Masters       | Mike Hallett      | 4:1          |
| Finalist | 1987 | Hong Kong Masters        | Steve Davis       | 3:9          |
| Finalist | 1988 | Fosters Professional     | Mike Hallett      | 5:8          |
| Sieger   | 1989 | Masters                  | John Parrott      | 9:6          |
| Finalist | 1989 | Irish Masters            | Alex Higgins      | 8:9          |
| Sieger   | 1989 | London Masters           | John Parrott      | 4:2          |
| Sieger   | 1989 | Scottish Masters         | Terry Griffiths   | 10:1         |
| Finalist | 1989 | Norwich Union Grand Prix | Joe Johnson       | 3:5          |
| Sieger   | 1990 | Masters                  | John Parrott      | 9:4          |
| Sieger   | 1990 | London Masters           | John Parrott      | 4:2          |
| Sieger   | 1990 | Scottish Masters         | Terry Griffiths   | 10:6         |
| Finalist | 1990 | World Matchplay          | Jimmy White       | 9:18         |
| Sieger   | 1991 | Masters                  | Mike Hallett      | 9:8          |
| Finalist | 1991 | London Masters           | Steve Davis       | 0:4          |
| Finalist | 1991 | Pot Black                | Steve Davis       | 1:2          |
| Sieger   | 1992 | Masters                  | John Parrott      | 9:4          |
| Sieger   | 1992 | Irish Masters            | Ken Doherty       | 9:6          |
| Sieger   | 1993 | Masters                  | James Wattana     | 9:5          |
| Finalist | 1994 | Masters                  | Alan McManus      | 8:9          |
| Sieger   | 1994 | Top Rank Classic         | Gruppenphase      | Gruppenphase |
| Finalist | 1994 | Scottish Masters         | Ken Doherty       | 7:9          |
| Sieger   | 1995 | Charity Challenge        | Dennis Taylor     | 9:1          |
| Finalist | 1995 | Irish Masters            | Peter Ebdon       | 8:9          |
| Sieger   | 1995 | Top Rank Classic         | unbekannt         | unbekannt    |
| Sieger   | 1995 | Scottish Masters         | Peter Ebdon       | 9:5          |
| Sieger   | 1996 | Masters                  | Ronnie O’Sullivan | 10:5         |
| Sieger   | 1997 | Charity Challenge        | Ronnie O’Sullivan | 9:8          |
| Sieger   | 1997 | Irish Masters            | Darren Morgan     | 9:8          |
| Finalist | 1998 | Masters                  | Mark Williams     | 9:10         |
| Sieger   | 1998 | Super Challenge          | Gruppenphase      | Gruppenphase |
| Sieger   | 1998 | Malta Grand Prix         | Ken Doherty       | 6:7          |
| Sieger   | 1999 | Irish Masters            | Stephen Lee       | 9:8          |
| Sieger   | 1999 | Champions Cup            | Mark Williams     | 7:5          |
| Finalist | 2000 | Irish Masters            | John Higgins      | 4:9          |
| Finalist | 2000 | Scottish Masters         | Ronnie O’Sullivan | 6:9          |
| Sieger   | 2001 | Malta Grand Prix         | Mark Williams     | 7:1          |
| Finalist | 2001 | Irish Masters            | Ronnie O’Sullivan | 8:9          |
| Finalist | 2003 | Masters                  | Mark Williams     | 4:10         |
| Finalist | 2005 | Northern Ireland Trophy  | Matthew Stevens   | 7:9          |

### Non-ranking-Turniere
Bei sogenannten Non-ranking-Turnieren, also Turnieren ähnlich wie die Einladungsturniere ohne Einfluss auf die Weltrangliste, zog Hendry zwölf Mal ins Finale ein und konnte neun dieser Spiele gewinnen.
| Ergebnis | Jahr | Turnier                            | Gegner im Finale | Endstand |
| -------- | ---- | ---------------------------------- | ---------------- | -------- |
| Sieger   | 1986 | Scottish Professional Championship | Matt Gibson      | 10:5     |
| Sieger   | 1987 | Scottish Professional Championship | Jim Donnelly     | 10:7     |
| Sieger   | 1988 | Scottish Professional Championship | Murdo MacLeod    | 10:4     |
| Sieger   | 1988 | New Zealand Masters                | Mike Hallett     | 6:1      |
| Sieger   | 1990 | Pontins Professional               | Mike Hallett     | 9:6      |
| Finalist | 1991 | Thailand Masters                   | Steve Davis      | 3:6      |
| Sieger   | 1991 | Hong Kong Challenge                | James Wattana    | 9:1      |
| Sieger   | 1991 | Indian Challenge                   | John Parrott     | 9:5      |
| Finalist | 1991 | Belgian Challenge                  | Steve Davis      | 9:10     |
| Sieger   | 1992 | European Challenge                 | Joe Johnson      | 4:0      |
| Finalist | 1992 | Kent Classic                       | John Parrott     | 5:6      |
| Sieger   | 1993 | European Challenge                 | Tony Drago       | 5:3      |

### Ligen
Bei Ligenturnieren, welche zumeist nach einer Gruppenphase zur Ermittlung des Siegers ein Endspiel hatten, belegte Hendry elf Mal einen der beiden vordersten Ränge. In sechs Fällen konnte er dabei das Turnier gewinnen.
| Ergebnis | Jahr | Turnier                | Erst- / Zweitplatzierter | Endstand im Endspiel |
| -------- | ---- | ---------------------- | ------------------------ | -------------------- |
| Finalist | 1988 | Matchroom League       | Steve Davis              | Gruppenphase         |
| Finalist | 1990 | Matchroom League       | Steve Davis              | Gruppenphase         |
| Sieger   | 1991 | Matchroom League       | Steve Davis              | Gruppenphase         |
| Sieger   | 1992 | Matchroom League       | Steve Davis              | 9:2                  |
| Sieger   | 1994 | European League        | John Parrott             | 10:7                 |
| Sieger   | 1995 | European League        | Ken Doherty              | 10:2                 |
| Finalist | 1997 | European League        | Ronnie O’Sullivan        | 8:10                 |
| Sieger   | 2000 | Premier League Snooker | Mark Williams            | 9:5                  |
| Finalist | 2001 | Premier League Snooker | Ronnie O’Sullivan        | 7:9                  |
| Sieger   | 2004 | Premier League Snooker | John Higgins             | 9:6                  |
| Finalist | 2005 | Premier League Snooker | Ronnie O’Sullivan        | 0:6                  |

### Teamwettbewerbe
Bei Teamwettbewerben stand Hendry mit einem oder zwei Teamkollegen sieben Mal im Finale, wobei er vier Mal zusammen mit seinen Teamkollegen gewinnen konnte.
| Ergebnis | Jahr | Turnier                           | Teampartner                                   | Gegner im Finale                                         | Endstand |
| -------- | ---- | --------------------------------- | --------------------------------------------- | -------------------------------------------------------- | -------- |
| Zweiter  | 1986 | World Doubles Championship        | Mike Hallett                                  | Steve Davis Tony Meo                                     | 3:12     |
| Sieger   | 1987 | World Doubles Championship        | Mike Hallett                                  | Dennis Taylor Cliff Thorburn                             | 12:8     |
| Sieger   | 1991 | World Masters – Doppel der Männer | Mike Hallett                                  | Brady Gollan Jim Wych                                    | 8:5      |
| Sieger   | 1996 | World Cup                         | John Higgins Alan McManus                     | Ken Doherty Fergal O’Brien Stephen Murphy                | 10:7     |
| Zweiter  | 1999 | Nations Cup                       | John Higgins Alan McManus Chris Small         | Darren Morgan Mark Williams Matthew Stevens Dominic Dale | 4:6      |
| Sieger   | 2001 | Nations Cup                       | John Higgins Alan McManus                     | Ken Doherty Fergal O’Brien Michael Judge                 | 6:2      |
| Sieger   | 2007 | Euro-Asia Team Challenge          | John Higgins Stephen Hendry Ronnie O’Sullivan | Marco Fu James Wattana Ding Junhui Supoj Saenla          | 5:3      |

### Amateurturniere
Auch vor dem Start seiner professionellen Karriere hatte Hendry als Amateurspieler bereits drei Endspiele erreicht, die er allesamt gewonnen hatte.
| Ergebnis | Jahr | Turnier                           | Gegner im Finale | Endstand |
| -------- | ---- | --------------------------------- | ---------------- | -------- |
| Sieger   | 1983 | Britische U16-Meisterschaft       | Nick Pearce      | 3:0      |
| Sieger   | 1984 | Schottische Snooker-Meisterschaft | David Sneddon    | 9:8      |
| Sieger   | 1985 | Schottische Snooker-Meisterschaft | Jimmy McNellan   | 9:6      |